# Lipaugus uropygialis
Lipaugus uropygialis е вид птица от семейство Cotingidae. Видът е световно застрашен, със статут Уязвим.

## Разпространение
Видът е разпространен в Боливия и Перу.